# Kes Bakker
Kes Bakker (Brussel, 2002) is een Belgisch acteur. Hij was onder meer te zien in Zie mij graag en Knokke Off.

## Biografie
Kes Bakker is een zoon van Nederlands acteur Kuno Bakker en Vlaams actrice Jolente De Keersmaeker. Zijn jongere broer Mo Bakker is ook actief als acteur. In de televisieserie Zie mij graag speelden ze samen twee broers. Hij is een neef van choreografe Anne Teresa De Keersmaeker.
Bakker volgde een theateropleiding aan het KASK in Gent.
Behalve als televisie- en filmacteur is Bakker ook actief in het theater. Zo speelde hij als elfjarige mee in JR van gezelschap FC Bergman.